# Marathon van Nagoya 2015
De marathon van Nagoya 2015 werd gelopen op zondag 8 maart 2015. Het was de 36e editie van deze marathon. Het evenement heeft de status IAAF Gold Label Road Race. Alleen vrouwelijke elitelopers mochten aan de wedstrijd deelnemen.
Eunice Kirwa uit Bahrein kwam als eerste over de streep in 2:22.08.

## Uitslagen
| rang   | naam                       | land | tijd    |
| ------ | -------------------------- | ---- | ------- |
| Goud   | Eunice Kirwa               | BRN  | 2:22.08 |
| -      | Maria Konovalova           | RUS  | 2:22.27 |
| Zilver | Sairi Maeda                | JPN  | 2:22.48 |
| Brons  | Mai Ito                    | JPN  | 2:24.42 |
| 4      | Risa Takenaka              | JPN  | 2:28.09 |
| 5      | Keiko Nogami               | JPN  | 2:28.19 |
| 6      | Anna-Carmela Incerti       | ITA  | 2:29.10 |
| 7      | Reia Iwade                 | JPN  | 2:29.16 |
| 8      | Elena Burkovska            | UKR  | 2:29.45 |
| 9      | Eri Hayakawa               | JPN  | 2:30.21 |
| 10     | Aki Odagiri                | JPN  | 2:30.24 |
| 11     | Miho Ihara                 | JPN  | 2:30.52 |
| 12     | Yoko Shibui                | JPN  | 2:31.15 |
| 13     | Shiho Takechi              | JPN  | 2:31.18 |
| 14     | Haruna Takada              | JPN  | 2:31.23 |
| 15     | Kikuyo Tsuzaki             | JPN  | 2:32.37 |
| 16     | Yuka Takamoto              | JPN  | 2:32.52 |
| 17     | Saki Tabata                | JPN  | 2:34.35 |
| 18     | Yuka Hakoyama              | JPN  | 2:35.23 |
| 19     | Adriana-Cristina Aparecida | BRA  | 2:35.28 |
| 20     | Yukari Abe                 | JPN  | 2:35.47 |
| 21     | Risa Takemura              | JPN  | 2:36.10 |
| 22     | Yoshiko Sakamoto           | JPN  | 2:36.32 |
| 23     | Mayumi Fujita              | JPN  | 2:37.09 |
| 24     | Kana Orino                 | JPN  | 2:38.55 |

1984 ·
1985 ·
1986 ·
1987 ·
1988 ·
1989 ·
1990 ·
1991 ·
1992 ·
1993 ·
1994 ·
1995 ·
1996 ·
1997 ·
1998 ·
1999 ·
2000 ·
2001 ·
2002 ·
2003 ·
2004 ·
2005 ·
2006 ·
2007 ·
2008 ·
2009 ·
2010 ·
2011 ·
2012 ·
2013 ·
2014 ·
2015 ·
2016 ·
2017